# Frigg

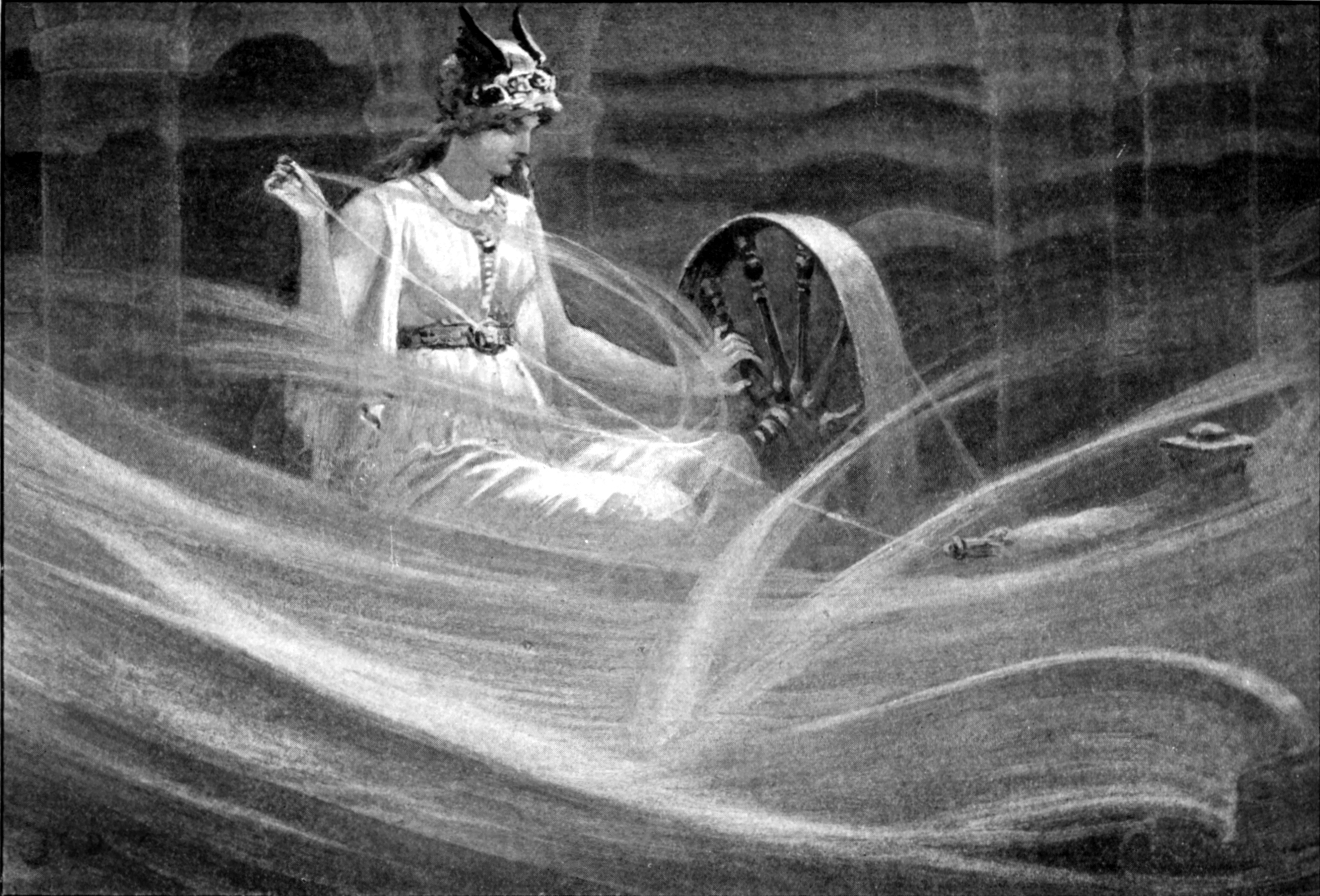
Darstellung von John Charles Dollman (1851–1934)

Die nordische Göttin Frigg oder Frigga (ahd. Frī(j)a, langobardisch: Frea) ist die Gemahlin Odins in der Nordischen Mythologie und gehört zu den Asen. Nach einigen Autoren ist ein anderer Name für sie Saga. Sie ist die Schutzgöttin der Ehe, des Lebens und der Mutterschaft, Himmelskönigin und Hochgöttin der Asen. Sie ist Hüterin des Herdfeuers und des Haushaltes.
Es bestehen viele Parallelen zur Göttin Freya, der Göttin der Liebe und der Fruchtbarkeit, mit der sie in neuzeitlichen Rezeptionen oft gleichgesetzt oder verwechselt wird. Frigg bekleidet jedoch durch ihren Gatten eine zentralere Rolle. Ihre Dienerinnen sind Gefion, Gna, Fulla, Sygn, Vara, Eira, Hlín, Lofn, und Vjofn.

## Mythologie
In der nordischen Mythologie zeugte Odin mit Frigga die Götter Balder, Hödur, Hermodr, Bragi und die Walküren. In Asgard ist Fensal, der Sumpfsaal, als ihr Wohnsitz überliefert. Sie soll die Wolken gewebt haben. Außerdem hieß es, dass Frigg auf einem goldenen Wagen einhergefahren sein soll, welcher mit zwei weißen Katzen bespannt ist, worunter wahrscheinlich Luchse zu verstehen sind.
Frigg tritt erstmals in der aus dem 7. Jahrhundert stammenden Origo Gentis Langobardorum und um das Jahr 790 n. Chr. in der Historia Langobardorum des Paulus Diaconus als Frea in Erscheinung. Der früheste Beleg für den althochdeutschen Namen Frîja ist im 10. Jahrhundert im Zweiten der Merseburger Zaubersprüche zu finden, die ihren Ursprung jedoch schon in vorchristlicher Zeit haben (vor 750 n. Chr.).

## Frigg als Namensgeberin
Nach Frigg bzw. ihrem südgermanischen Namen Frija ist der Wochentag Freitag (vgl. ahd. frī(j)atac, altenglisch frīgedeag) benannt. Dies ist eine Lehnübersetzung des römischen Tagesnamens Veneris dies, also Tag der Liebesgöttin Venus. Daher würde man nach der Überlieferung der Edda eher die germanische Liebesgöttin Freya an dieser Stelle erwarten, weshalb diese auch oft als Namensgeberin des Freitags genannt wird. Allerdings wird der Wochentagsname in altnordischen Quellen nur ganz vereinzelt an Freyja angelehnt, so in den Breta sögur („Freyjudag“). Jedoch  kann der Name Freyja, der urnordisch *fraujōn (Herrin) gelautet hätte, sprachgeschichtlich nicht zu frîatag geführt haben. Der nordische Wochentagsname lässt sich andererseits aber auch nicht auf die altnordische Namensform Frigg zurückführen, sondern wurde offenbar von den Südgermanen mit der südgermanischen Form Frija übernommen. Möglicherweise war Frijas Rolle bei den Südgermanen der Venus ähnlicher und ihrer ursprünglichen Rolle in der germanischen Mythologie näher als die in der isländischen Literatur des Mittelalters. Darauf deutet auch der Name, der vermutlich wie altsächsisch frī und altenglisch frēo „Frau“ bedeutete und mit altindisch priyā́ „Liebe, Geliebte“ in Verbindung gebracht werden kann.
Nach einer verbreiteten Hypothese entwickelte sich aus Frigg, für die auch der Beiname Hulla („Huldvolle“) bezeugt ist, die Märchengestalt der Frau Holle.
Der Asteroid Frigga ist nach der Göttin Frigg benannt. Ebenso hat man das Sternbild Orion in Schweden nach ihr benannt. Im Altnordischen wurde der Planet Venus mit Frigg in Verbindung gebracht, indem der lateinische Name als friggjarstjarna übersetzt wurde.